# FIBA-Central-Board
Das Central Board ist das oberste Exekutivorgan der FIBA. Die Amtsdauer der Mitglieder beträgt vier Jahre.

## Aufgabe
Die Hauptaufgabe des FIBA-Central-Boards ist die Ausübung des Basketballsports weltweit zu überwachen.

## Zusammensetzung
| Zusammensetzung des FIBA-Central-Boards |
| --- |
| FIBA-Präsident |
| FIBA-Generalsekretär |
| Schatzmeister |
| dem Präsidenten jeder Zone (Afrika, Amerika, Asien, Europa und Ozeanien) |
| 13 Mitgliedern, die vom Kongress nach einem kontinentalen Quotensystem gewählt werden. Zurzeit ist der Schlüssel Afrika= 2 Mitglieder, Amerika= 3 Mitglieder, Asien= 2 Mitglieder, Europa= 4 Mitglieder, Ozeanien= 2 Mitglieder. |
| Vertreter der NBA |
| Spielervertreter |
| Der Zentralvorstand kann darüber hinaus bis zu sechs weitere Mitglieder ins Central Board kooptieren. Diese haben dann volles Stimmrecht. Sie können dort ihre Visionen, Fähigkeiten und ihr besonderes Fachwissen einbringen.   |

## Ernennungen
| Folgende Personen und Gremien werden durch das FIBA-Central-Board ernannt. |
| -------------------------------------------------------------------------- |
| Ernennung des FIBA-Generalsekretärs                                        |
| Ernennung des Exekutivkomitee                                              |
| Ernennung der sieben ständigen FIBA-Kommissionen                           |

## Berichtspflicht
Es erstattet dem FIBA-Kongress Bericht.

## Turnusmäßige Sitzungen
Es hält jährlich zwei ordentliche Sitzungen im Jahr des gewählten Kongresses und eine Sitzung in den übrigen Kalenderjahren ab. Natürlich können der Präsident und der Generalsekretär auch außerordentliche Sitzungen einberufen.

## Amtsperiode 2023 bis 2027 / Zusammensetzung / Besonderheiten
- Das Central Board hat den Griechen Andreas Zagklis zum FIBA-Generalsekretär ernannt.

- Durch das Central Board wurden auch die Mitglieder des FIBA-Executive-Committee ernannt. Folgende Mitglieder wurden ernannt: Fabian Borro, Richard L. Carrión, Jorge Garbajosa, Anibal Manave, Yuko Mitsuya, David Reid, Mark Tatum und Carmen Tocala. Von Amtswegen gehören der FIBA-Präsident Saud Ali Al-Thani, der Generalsekretär Andreas Zagklis und der Schatzmeister Ingo Weiß dem Exekutive-Komitee an.

- Bisher hat das Central Board für die Amtszeit erst 5 Mitglieder kooptiert. Diese sind bislang Richard L. Carrión, Andrey Kirilenko, Alfredo S. Panlilio, Erick Thohir und Sonja Vasic. Hier besteht noch die Möglichkeit ein 6. Mitglied ins Gremium zu holen.
- Der NBA-Vertreter lautet Mark Tatum. Dieser ist auch Mitglied im Exekutiv-Komitee.
- Der Vertreter der Spieler ist Dirk Nowitzki.

## Liste der FIBA-Central-Board-Mitglieder (für die Amtsperiode 2023–2027)
| Funktion                      | Name                  | Photo | Kontinentalverband | Weitere Funktionen in der FIBA              | Beleg |
| ----------------------------- | --------------------- | ----- | ------------------ | ------------------------------------------- | ----- |
| Vorsitzender / FIBA-Präsident | Saud Ali Al-Thani     |       | Asien              | FIBA-Exekutiv-Komitee                       | [ 2 ] |
| Generalsekretär               | Andreas Zagklis       |       | Europa             | FIBA-Exekutiv-Komitee, FIBA-Management-Team | [ 2 ] |
| Schatzmeister                 | Ingo Weiß             |       | Europa             | FIBA-Exekutiv-Komitee                       | [ 2 ] |
| Mitglied                      | Tor Christian Bakken  |       | Europa             |                                             | [ 2 ] |
| Mitglied                      | Yamil Bukele          |       | Amerika            |                                             | [ 2 ] |
| Mitglied                      | Carol Callan          |       | Amerika            |                                             | [ 2 ] |
| Mitglied                      | Matej Erjavec         |       | Europa             |                                             | [ 2 ] |
| Mitglied                      | Jubilee Kiruu Kuartei |       | Ozeanien           |                                             | [ 2 ] |
| Mitglied                      | Yuko Mitsuya          |       | Asien              | FIBA-Exekutiv-Komitee                       | [ 2 ] |
| Mitglied                      | Pascale Mugwaneza     |       | Afrika             |                                             | [ 2 ] |
| Mitglied                      | Jean Michel Ramaroson |       | Afrika             |                                             | [ 2 ] |
| Mitglied                      | Usie Raymond Richard  |       | Amerika            |                                             | [ 2 ] |
| Mitglied                      | Burton Shipley        |       | Ozeanien           |                                             | [ 2 ] |
| Mitglied                      | Carmen Tocala         |       | Europa             | FIBA-Exekutiv-Komitee                       | [ 2 ] |
| Mitglied                      | Yao Ming              |       | Asien              |                                             | [ 2 ] |
| Mitglied                      | Asterios Zois         |       | Europa             |                                             | [ 2 ] |
| Kooptiertes Mitglied          | Richard L. Carrión    |       | Amerika            | FIBA-Exekutiv-Komitee                       | [ 2 ] |
| Kooptiertes Mitglied          | Andrey Kirilenko      |       | Europa             |                                             | [ 2 ] |
| Kooptiertes Mitglied          | Alfredo S. Panlilio   |       | Asien              |                                             | [ 2 ] |
| Kooptiertes Mitglied          | Erick Thohir          |       | Asien              |                                             | [ 2 ] |
| Kooptiertes Mitglied          | Sonja Vasic           |       | Europa             |                                             | [ 2 ] |
| Mitglied von Amts wegen       | Fabian Borro          |       | Amerika            | FIBA-Exekutiv-Komitee                       | [ 2 ] |
| Mitglied von Amts wegen       | Jorge Garbajosa       |       | Europa             | FIBA-Exekutiv-Komitee                       | [ 2 ] |
| Mitglied von Amts wegen       | Kempareddy Govindaraj |       | Asien              |                                             | [ 2 ] |
| Mitglied von Amts wegen       | Anibal Manave         |       | Afrika             | FIBA-Exekutiv-Komitee                       | [ 2 ] |
| Mitglied von Amts wegen       | David Reid            |       | Ozeanien           | FIBA-Exekutiv-Komitee                       | [ 2 ] |
| NBA-Vertreter                 | Mark Tatum            |       | Amerika            | FIBA-Exekutiv-Komitee                       | [ 2 ] |
| Spielervertreter              | Dirk Nowitzki         |       | Europa             |                                             | [ 2 ] |